# Gino
Gino je moško osebno ime.

## Izvor imena
Ime Gino je moška oblika imena Regina.

## Pogostost imena
Po podatkih Statističnega urada Republike Slovenije je bilo na dan 31. decembra 2007 v Sloveniji število moških oseb z imenom Gino: 31.